# Мудьюг (ледокол)
Мудьюг — дизель-редукторный  с винтом регулируемого шага (ВРШ), однопалубный, с удлиненным баком, двойными бортами, с избыточным надводным бортом двухвинтовой ледокол мощностью 7,3 МВт, построенный в 1982 году по заказу СССР в Финляндии на верфи компании «Wärtsilä».
Назван в честь одноимённого острова в Двинской губе Белого моря близ Архангельска. 
Имеет водоизмещение свыше 8100 т, длину — 111,6 м, ширину — 22,2 м, осадку — 6,8 м. Максимальная скорость хода составляет 16,5 узлов, ледопроходимость составляет 115 см. Автономность составляет около 25 суток.
В 1982—1985 годах эксплуатировался Мурманским пароходством, затем передан был в Архангельск. В 1987—1988 годах был модернизирован по проекту немецкой фирмы «Nordseewerke» (с 1999 года входящей в концерн «ThyssenKrupp»), с перестройкой носовой части корпуса. 
Ледокол имеет буксировочное устройство.
После модернизации увеличилась длина и улучшилась обитаемость судна, но снизилась манёвренность, а нос, рассчитанный на эксплуатацию в озёрах и реках, не смог преодолевать арктические льды. В результате ледокол передали в Северо-Западный филиал «Росморпорта», чтобы использовать для обеспечения прохода на фарватере в Невской губе.
Владельцем в настоящее время является компания ФГУП «Росморпорт», портом приписки является Санкт-Петербург.